# MG ZT
Der MG ZT ist eine sportliche Version des Rover 75 und wurde von MG im Rover-Werk Longbridge gefertigt. Es gab auch eine Kombiversion namens MG ZT-T. Das Design entspricht dem des Rover 75, wobei stärkere Federn und andere Fahrwerksverbesserungen für eine bessere Straßenlage sorgen. Die Fertigung begann im Sommer 2001 und endete Mitte 2005 mit dem finanziellen Ruin der MG Rover Group.

## Geschichte
Im Juni 2001, knapp drei Jahre nach der Vorstellung des Rover 75 und ein Jahr nach der Loslösung der MG Rover Group von BMW, wurde die Limousine MG ZT und im Oktober der Kombi MG ZT-T eingeführt. In der Entwicklungsphase hießen diese Modelle X10 und X11.
Die Konstruktion der Wagen beruht auf dem Rover 75, aber die Modelle haben ein sportlicheres und aggressiveres Aussehen. Peter Stephens, Designer des McLaren F1, übernahm die Leitung in der Konstruktion der Wagen.
Im Spätsommer 2003 wurde die besonders sportliche Version ZT 260+ (Codenamen X12 und X13) mit dem 4,6-Liter-V8-Motor des Ford Mustang präsentiert. Das Modell musste zu diesem Zweck von Frontantrieb auf Hinterradantrieb umgestellt werden und wurde größtenteils vom Motorsport- und Ingenieurbüro Prodrive konstruiert, bevor es wieder zu MG Rover kam. Die 4,6-Liter-Version gilt als echtes Understatement-Auto. Der einzige von außen sichtbare Unterschied zwischen dem 260er und anderen ZT sind die vierfachen Auspuffrohre.
Ebenfalls 2003 wurde ein aerodynamisch optimierter und mit einem 6-Liter-V8 (765 PS) ausgestatteter MG ZT-T, Codename X15 zum schnellsten Kombi der Welt mit einer Höchstgeschwindigkeit von 360,9 km/h. Er erreichte diese Geschwindigkeit bei der 55. jährlichen Bonneville Speed Week auf den Bonneville Flats (Utah).

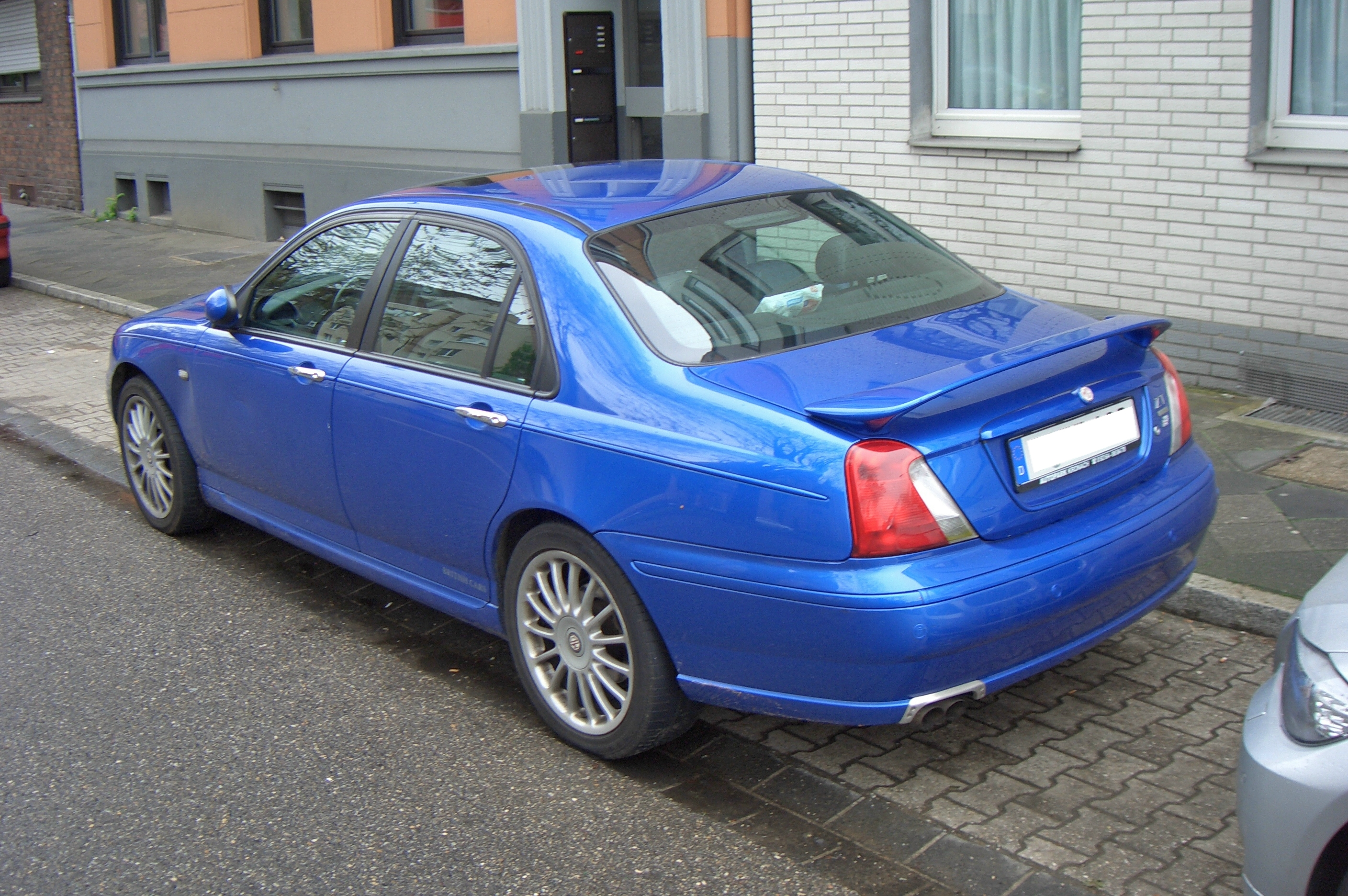
Heckansicht
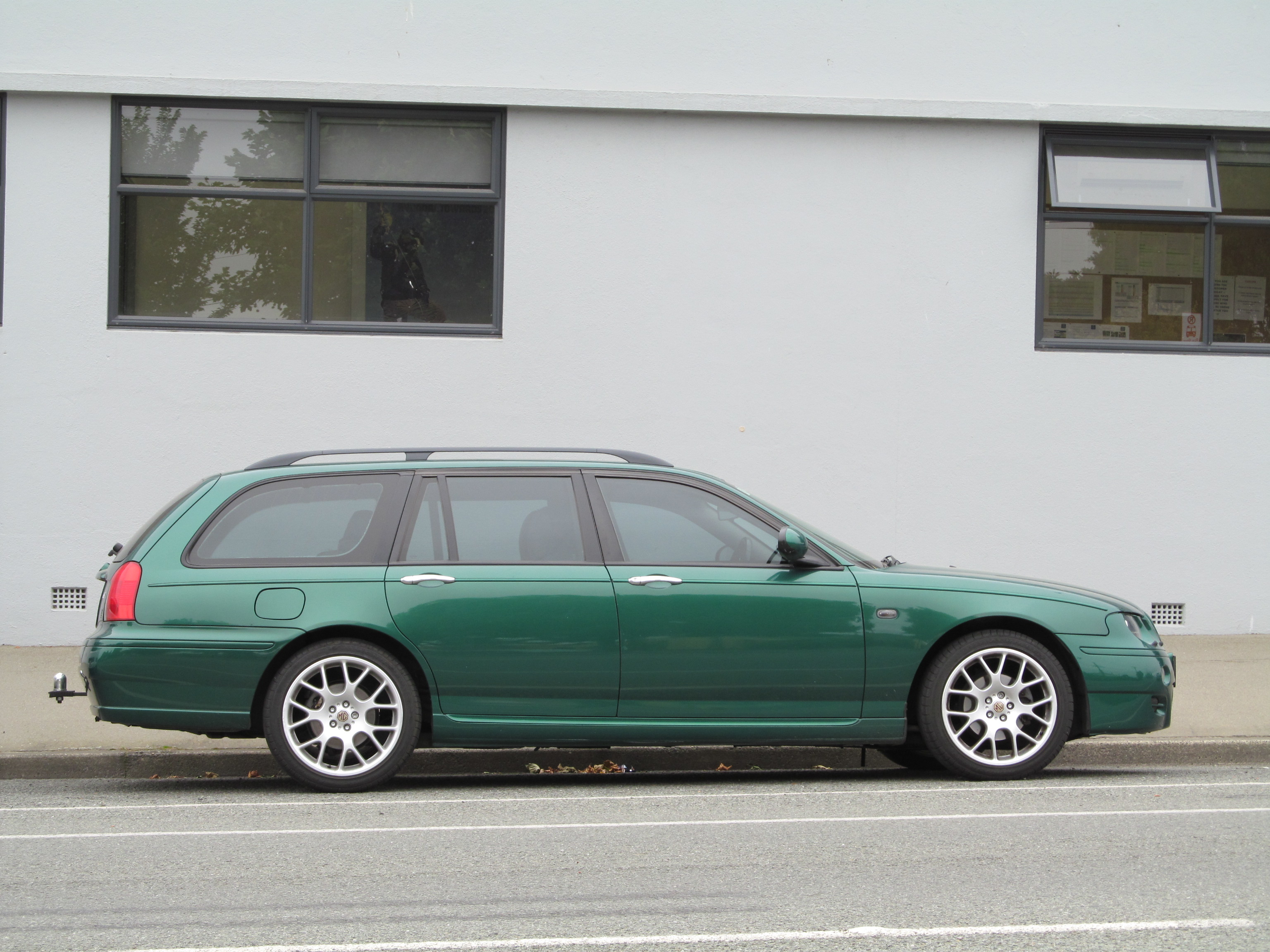
MG ZT-T (2001–2004)
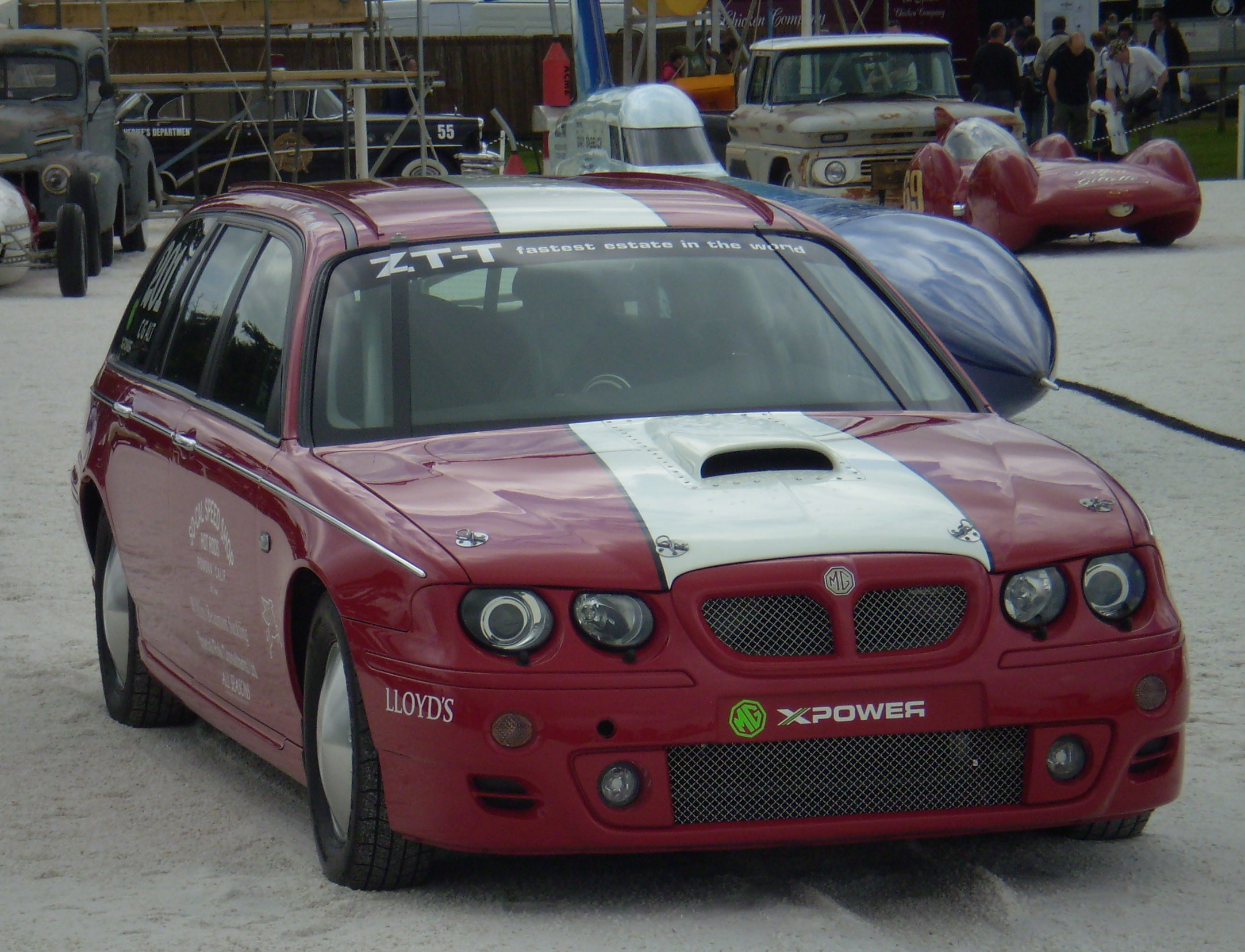
Dieser MG ZT-T wurde 2003 zum schnellsten Kombi der Welt.

### Modellpflege
Im Frühjahr 2004 überarbeitete MG das Design der Modelle ZT und ZT-T, womit die Front dem zeitgleich modifizierten Rover 75 ähnelte.
Nachdem MG Rover im Mai 2005 pleiteging, kaufte zwei Monate danach die NAC in China das Unternehmen auf. Die Fertigung des MG ZT lief im Frühjahr 2007 unter dem Namen MG 7 wieder an.

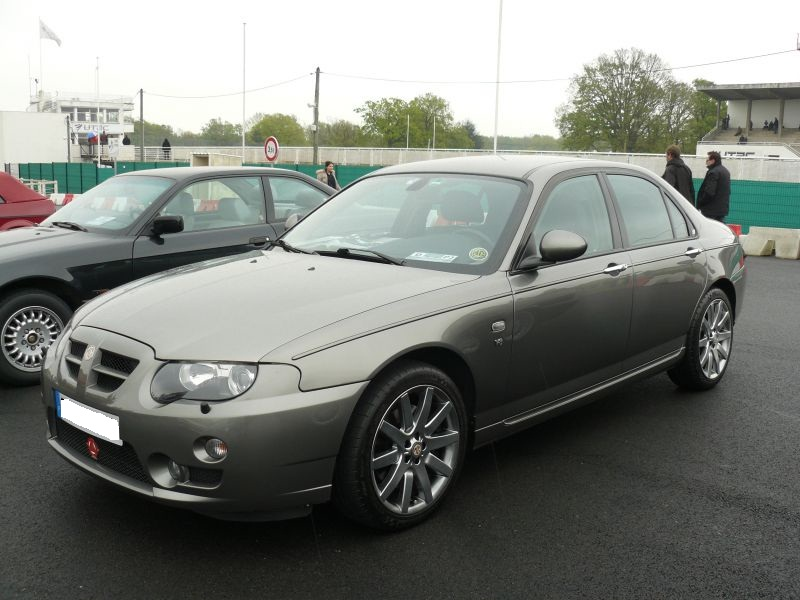
MG ZT (2004–2005)
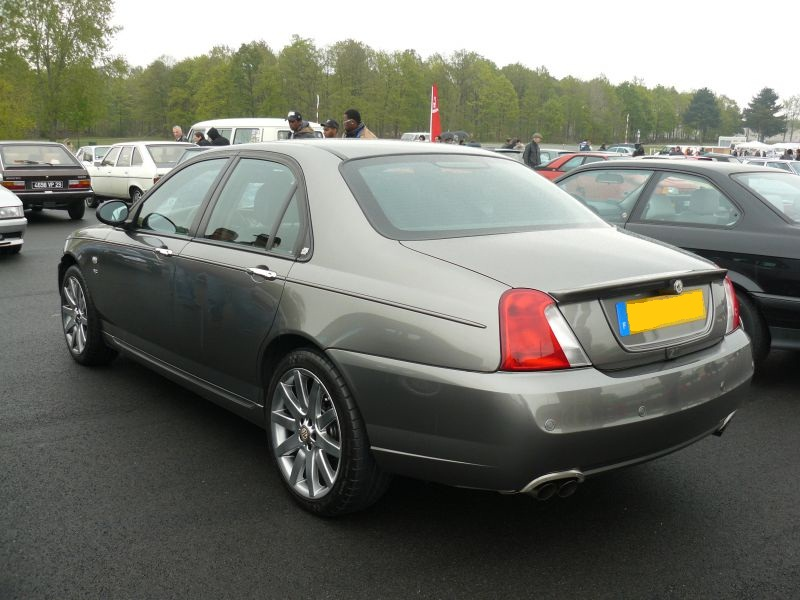
Heckansicht

## Modelle
MG ZT/ZT-T (2001–2005)
- ZT120/ZT120+: 1,8-Liter-R4-Rover-Motor der K-Serie mit 88 kW (120 PS; 01/2003–05/2005)
- ZT160/ZT160+: gedrosselter 2,5-Liter-V6-Rover-Motor 118 kW (160 PS, 06/2001–12/2002) bzw. 1,8-Liter-R4-Rover-Motor der K-Serie mit Turbolader (01/2003–05/2005)
- ZT180+: 2,5-Liter-V6-Rover-Motor mit JatCo-Automatikgetriebe und 130 kW (177 PS; 01/2003–05/2005)
- ZT190/ZT190+: 2,5-Liter-V6-Rover-Motor, 140 kW (190 PS; 06/2001–05/2005)
- ZT260+: 4,6-Liter-V8-Motor aus dem Ford Mustang mit 191 kW (260 PS; 10/2003–05/2005)
- ZT115/ZT115+ CDT: 2,0-Liter-Common-Rail-Turbodiesel von BMW mit 85 kW (115 PS; 06/2002–09/2003)
- ZT135/ZT135+ CDTi: 2,0-Liter-Common-Rail-Turbodiesel von BMW mit 96 kW (131 PS; 11/2002–05/2005)

## Angebot in Deutschland
In Deutschland gab es nur die Modelle ZT 190 mit 2,5-Liter-V6-Motor mit 140 kW, den ZT 260 mit einem 4,6-Liter-V8 mit 191 kW (Motor von Ford), den ZT CDTi mit einem 2,0-Liter-Diesel mit 96 kW.